# Dipartimento di O'Higgins
O'Higgins è un dipartimento argentino, situato nella parte centrale della provincia del Chaco, con capoluogo San Bernardo.

## Geografia fisica
Esso confina con i dipartimenti di Independencia, Comandante Fernández, San Lorenzo, Mayor Luis Jorge Fontana, Chacabuco, Nueve de Julio e General Belgrano.

## Società

### Evoluzione demografica
Secondo il censimento del 2001, su un territorio di 1.580 km², la popolazione ammontava a 19.231 abitanti, con una diminuzione demografica del 6,92% rispetto al censimento del 1991.

## Amministrazione
Nel 2001 il dipartimento comprendeva i seguenti comuni (municipios in spagnolo):
- La Clotilde
- La Tigra
- San Bernardo